# جونپی فوجیتا
جونپی فوجیتا (انگلیسی: Junpei Fujita؛ زادهٔ ۳ مهٔ ۱۹۷۹) آهنگساز، تنظیم، تولیدکننده صدا اهل ژاپن است.